# 가미오구니촌
가미오구니촌(上小国村)은 니가타현 가리와군에 있던 촌이다. 

## 역사
- 1901년 11월 1일 - 가리와군 가미오구니촌이 성립하였다.
- 1952년 7월 1일 - 미나미우오누마군 센다촌을 편입하였다.
- 1956년 9월 30일 - 오구니촌과 합병, 정으로 승격해 오구니정이 되어 소멸하였다.

## 참고문헌
- 『市町村名変遷辞典』東京堂出版、1990年。.